# Марк Клавдий Марцелл (консул 166 года до н. э.)
Марк Кла́вдий Марце́лл (лат. Marcus Claudius Marcellus) (около 209—148 годы до н. э.) — видный римский военачальник и политический деятель из плебейской ветви рода Клавдиев, трёхкратный консул (в 166, 155 и 152 годах до н. э.). Во время двух первых консульств воевал в Лигурии и удостоился за свои победы двух триумфов. Благодаря репутации способного полководца получил третий консулат в обход закона Виллия и был направлен в Испанию, где римляне терпели поражения от кельтиберов. Заключил с врагом перемирие на мягких условиях, но позже под давлением сената был вынужден продолжить войну. В 151 году до н. э. Марцелл заставил кельтиберов капитулировать. В 148 году он отправился в Нумидию в качестве посла, но утонул во время кораблекрушения.
Марк Клавдий основал в Испании город Кордуба (современная Кордова).

## Биография

### Происхождение
Марцелл принадлежал к плебейской ветви Клавдиев, которая, по предположениям историков, изначально находилась в тесной связи с Клавдиями-патрициями: первые Марцеллы, достигшие курульных магистратур, ещё могли быть клиентами Клавдиев Крассов. Когномен Марцелл является уменьшительной формой преномена Марк, хотя Плутарх возводил этимологию к имени римского бога войны. Первым носителем этого когномена, упоминающимся в источниках, был консул 331 года до н. э.
Марк Клавдий был сыном консула 196 года до н. э. того же имени и внуком пятикратного консула, одного из героев Второй Пунической войны.

### Начало карьеры
Первое упоминание Марка Клавдия в источниках относится к 177 году до н. э., когда он вошёл в состав коллегии понтификов, заменив там умершего отца. В 171 году до н. э. он был народным трибуном. В это время в Риме формировали новое войско в связи с началом Третьей Македонской войны; когда к трибунам обратились центурионы с жалобой на то, что их призывают в армию без учёта прежних заслуг, Марк Клавдий и один из его коллег Марк Фульвий Нобилиор предложили передать это дело консулам, но не нашли поддержки у других трибунов. В 170 году до н. э. Марцелл подписал в качестве свидетеля постановление сената относительно жителей беотийского города Фисба.
В 169 году до н. э. Марцелл стал претором. В этом качестве он обвинил консулов Квинта Марция Филиппа и Гнея Сервилия Цепиона в недобросовестном комплектовании армии и сам набрал новые легионы по поручению сената. По жребию Марцелл получил в управление Испанию: в это время две провинции, Ближняя Испания и Дальняя Испания, были ненадолго объединены в одну. Тит Ливий сообщает, что Марк Клавдий взял «славный город» Марколика (больше этот топоним нигде не упоминается) и вернулся в Рим в конце 168 года до н. э., привезя с собой 10 фунтов золота и серебра на один миллион сестерциев. Высказывалось предположение, что уже во время этого наместничества могла быть основана Кордуба на реке Бетис (современная Кордова), ставшая позже административным центром провинции Дальняя Испания.
По истечении минимального интервала между магистратурами, установленного законом Виллия, Марцелл выдвинул свою кандидатуру в консулы на 166 год до н. э. и одержал победу вместе с патрицием Гаем Сульпицием Галлом. Марк Клавдий выиграл войну против альпийских галлов, в то время как его коллега победил лигуров. За это оба были удостоены триумфа.
В 155 году до н. э. Марк Клавдий стал консулом во второй раз (теперь его коллегой был патриций Публий Корнелий Сципион Назика Коркул). Переизбрание произошло сразу по истечении десяти лет, которые должны были пройти между двумя консульствами по закону Виллия, и это был уникальный успех, которого не достигал никто после Публия Корнелия Сципиона Африканского. Марцелл снова воевал в Лигурии, где подавил восстание племени апуанов и защитил римскую колонию Луна. За это Марцелл получил второй триумф. На форуме Луны была установлена его статуя.

### Наместничество в Ближней Испании

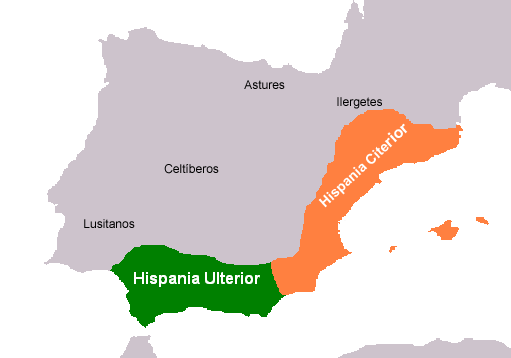
Две Испании во II веке до н. э.

Следующий этап карьеры Марка Клавдия оказался связанным с поражениями, которые несли римляне в Испании. Квинт Фульвий Нобилиор был разбит кельтиберами в Ближней Испании в 153 году до н. э., и в этой ситуации Марцелла в третий раз выбрали консулом (на 152 год), хотя это и было явным нарушением закона Виллия. О ходе выборов и о программах кандидатов ничего не известно, но антиковеды сходятся во мнении, что Марк Клавдий был избран как опытный полководец, способный максимально быстро закончить испанскую войну победой. Его коллегой стал патриций Луций Валерий Флакк, который мог быть обязан Марцеллу своими предыдущими карьерными успехами и, по-видимому, находился с ним в хороших отношениях. Поэтому жребий относительно распределения провинций консулы не бросали: Марк Клавдий получил Ближнюю Испанию в соответствии со специальным постановлением сената или народного собрания.
Марцелл набрал в Италии 8 тысяч пехотинцев и 500 всадников, чтобы компенсировать потери армии Нобилиора. Уже в апреле 152 года до н. э. он был в Испании и здесь возглавил войско, численность которого могла достигать в общей сложности 23 тысяч человек. Консул заставил капитулировать город Окилис и обошёлся с ним мягко; «узнав о его такой снисходительности и умеренности», с просьбой о мире к Марцеллу обратился город Нертобрига. Уже после заключения договора жители Нертобриги напали на римский арьергард; тогда Марцелл осадил город, а на новые просьбы о мире ответил, что не простит горожан, если мир с ним не заключат племена ареваков, беллов и титтов. Представители этих племён изъявили согласие: они были готовы понести умеренное наказание, если будет возобновлён Гракхов договор 178 года до н. э. Правда, племена, остававшиеся в союзе с Римом и страдавшие от набегов врага, выступили против. Поэтому Марк Клавдий заключил только перемирие, а делегатов от обеих враждующих группировок направил в Рим вместе со своим посольством.
В сенате действия Марцелла не нашли понимания. Одержали верх противники Марка Клавдия, объявившие, что консул хочет заключить выгодный для врага мир, чтобы стяжать себе дополнительную славу, и даже что «консул робеет перед войной». Среди этих противников видное место занимал тогда ещё только квесторий Публий Корнелий Сципион Эмилиан. Марцеллу было приказано продолжать войну с большей энергией; кроме того, было решено не продлевать его полномочия на следующий год и снова отправить в Ближнюю Испанию одного из консулов.
Марк Клавдий зазимовал в Кордубе. Этот город был основан им на берегу реки Бетис и стал первой римской колонией в регионе. Согласно Страбону, Кордуба отличалась «плодородием почвы и обширностью территории» и заселена была «отборными людьми из римлян и туземцев». Весной, пользуясь перемирием, Марцелл нанёс удар по лузитанам в Дальней Испании; вероятно, его действия были согласованы с наместником этой провинции Марком Атилием Серраном. Целью Марцелла могло быть предоставление своим солдатам возможностей для грабежа, завоевание дополнительной славы и определённое психологическое воздействие на кельтиберов. Он взял штурмом город Нергобрига.
У будущего преемника Марцелла, Луция Лициния Лукулла, возникли серьёзные трудности с набором армии в Италии, и это дало Марцеллу время, чтобы закончить войну с кельтиберами. Марк Клавдий оттеснил войско ареваков к Нуманции (возможно, имело место успешное для римлян сражение), и после этого ареваки, беллы и титты капитулировали. Им пришлось выплатить огромную контрибуцию в 600 талантов и выдать заложников, а беллы и титты теперь должны были платить трибут и поставлять воинов в римскую армию.
Сведений о том, как к этому договору отнеслись в Риме, в источниках нет. Лукулл, прибыв в Испанию, воевал только с ваккеями и лузитанами, и это означает, что сенат ратифицировал договор; при этом в ходе его обсуждения могли звучать и скептические мнения. Существует гипотеза, что сторонники Марцелла могли только с большим трудом добиться ратификации.

### Последние годы
Вернувшись в Рим в 151 году до н.э., Марк Клавдий не получил право на триумф. Как пишет А. В. Короленков, «для дважды триумфатора Марцелла это вряд ли имело принципиальное значение». У храма Чести и Доблести Марк Клавдий поставил три статуи — свою, отца и деда — с надписью «Три Марцелла, бывшие консулами девятикратно» (tres Marcelli novies consules). Приблизительно тогда же, в 151 году, Марк Порций Катон Цензор произнёс в сенате речь, в которой потребовал запрета на повторное соискание консульства. Соответствующий закон был принят.
В 148 году до н. э. Марцелл вошёл в состав посольства, направленного к царю Нумидии Масиниссе в связи с шедшей тогда Третьей Пунической войной, но утонул во время шторма.

## Потомки
Предположительно, у Марка Клавдия был сын того же имени, не упоминающийся в источниках, если не считать родословные. Сыновьями Марка-младшего были Марк Клавдий Марцелл (эдил в 91 году до н. э.) и Гай Клавдий Марцелл (претор в 80 году до н. э.). Соответственно его потомки — все последующие Марцеллы, включая племянника и гипотетического наследника Августа.

## Оценки
Античные авторы изображали Марка Клавдия как обладателя «высшей доблести, благочестия, воинской славы». Исключением является Полибий, сообщающий о малодушии Марцелла в связи с событиями 152—151 годов до н.э. Немецкий антиковед Г. Симон считает, что таким образом греческий историк «воспроизводит точку зрения сципионова дома и его друзей» и явно грешит против истины.
В историографии отмечают уникальность карьеры Марка Клавдия, ставшего во второй раз консулом сразу по истечении минимального десятилетнего интервала. По общему числу консулатов он уступает во II веке до н. э. только Гаю Марию. Британский антиковед А. Эстин признаёт Марцелла одним из лучших полководцев своей эпохи. После одержанной Марком Клавдием победы в Кельтиберии царил мир до 143 года до н. э.